# ガイウス・カエキリウス・メテッルス・カプラリウス
ガイウス・カエキリウス・メテッルス・カプラリウス（ラテン語: Gaius Caecilius Metellus Caprarius、生没年不明）は、紀元前2世紀後期の共和政ローマの政治家。紀元前113年に執政官（コンスル）、紀元前102年には監察官（ケンソル）を務めた。

## 家族

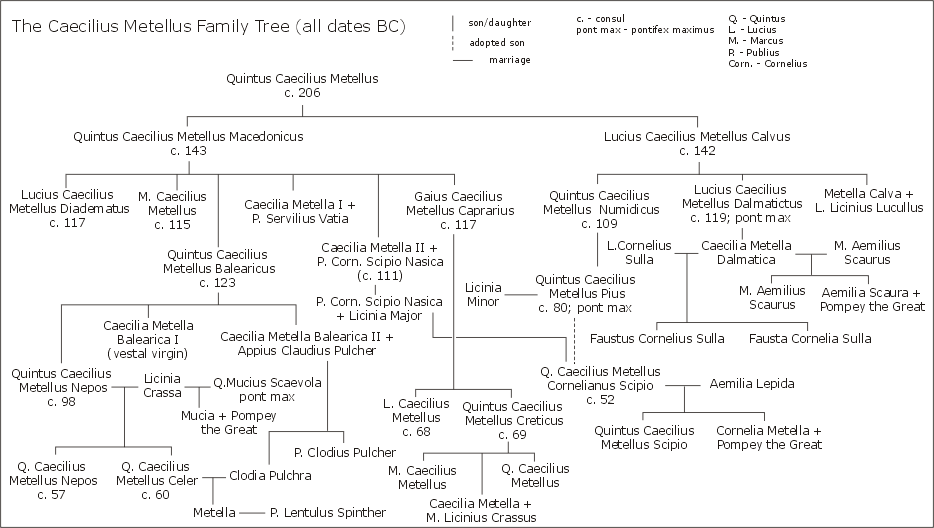
カエキリウス・メテッルス家系図

カエキリウス・メテッルス家は、共和政ローマ後期における極めて有力な一族である。カエキリウス氏族自体はプレブスではあるものの、ノビレス（新貴族）として保守派の代表格であった。
カプラリウスは紀元前143年の執政官クィントゥス・カエキリウス・メテッルス・マケドニクスの末の男子である。第三次マケドニア戦争後にマケドニアはローマの保護国（クリエンテス）となっていたが、王国最後の王ペルセウスの子ピリップスを自称したアンドリスコスがローマからの独立を宣言し、第四次マケドニア戦争が勃発した。マケドニクスはこの反乱を鎮圧して凱旋式を実施するとともにマケドニクスのアグノーメン（第四名、添え名）を得た。またマケドニア属州が設立されている。マケドニクスは紀元前131年に監察官（ケンソル）となっているが、保守派の政治姿勢でグラックス兄弟と対立した.
カプラリウスの一番上の兄はクィントゥス・カエキリウス・メテッルス・バリアリクスである。バリアリクスは紀元前130年頃に按察官（アエディリス）としてテッサリアへ行き、穀物を確保している。バリアリクスは紀元前123年に執政官に就任していることから、遅くとも紀元前126年までには法務官（プラエトル）を務めたはずである。バリアリクスはバレアレス諸島の海賊を制圧し、紀元前121年に凱旋式を実施するとともに、バリアリクスのアグノーメンを得た。紀元前120年にはケンソルに就任している。
カプラリウスの次兄は紀元前117年の執政官ルキウス・カエキリウス・メテッルス・ディアデマトゥスである。ディアデマトゥスのアグノーメンは頭部を負傷した際の「包帯」に由来する。執政官としてはイタリアのインフラ整備を進めた。父と同じく保守派であり、ガイウス・グラックスと対立したと思われる。
三番目の兄は紀元前115年の執政官マルクス・カエキリウス・メテッルスである。紀元前127年には造幣官、紀元前118年までには法務官を務めている。紀元前114年から紀元前111年にかけては、前執政官（プロコンスル）としてコルシカ・サルディニア属州の総督を務めた。この間にサルディニアで反乱が発生し、メテッルスはこの鎮圧のために派遣されて勝利し、紀元前111年7月15日には凱旋式を実施している。
カプラリウスには二人の姉または妹がいた。一人は紀元前114年の法務官ガイウス・セルウィリウス・ウァティアと結婚し、もう一人は紀元前111年の執政官プブリウス・コルネリウス・スキピオ・ナシカ・セラピオと結婚している。
カプラリウスには3人の息子があった。長男はクィントゥス・カエキリウス・メテッルス・クレティクスで、紀元前74年には法務官、紀元前69年には執政官を務めている。また紀元前73年から死亡するまで神祇官（ポンティフェクス）を務めた。クレティクスのアグノーメンはミトリダテス6世を支援したクレタ島を制圧した功績によるもので、紀元前62年には凱旋式を実施している。
次男はルキウス・カエキリウス・メテッルスであり、紀元前71年には法務官、翌年には悪名高いガイウス・ウェッレスの後を継いでシキリア属州の総督となった。紀元前68年に執政官となるが、任期中に死去した。
三男のマルクス・カエキリウス・メテッルスも法務官を務めている。
カプラリウスの娘はガイウス・ウェッレスと結婚している。ウェッレスは紀元前73年から紀元前71年までシキリア属州総督をつとめたが悪政を行い、告発された。このときのキケロの『ウェッレス弾劾演説』は現在まで残っている。

## 経歴
カプラリウスは紀元前133年頃にはスキピオ・アエミリアヌスの下でヌマンティア戦争を戦っている。カプラリウスが何かの失策を犯したときに、スキピオが「もしあいつの母親が5番目の子を産むなら、彼女は（ロバのような）馬鹿を産むだろう」と怒ったと伝えられている（カプラリウスは四男）。父マケドニクスはスキピオの政敵であったが、紀元前129年にスキピオが急死すると、彼の4人息子たちに葬儀に参加するように命じた。紀元前127年にガイウス・カエキリウスの名前が刻まれたコインが発行されているが、これはカプラリウスと思われ、この頃造幣官を務めていたことになる。

遅くとも紀元前117年に法務官に就任。紀元前115年末の執政官選挙に出馬するが敗北し、2年後の選挙で当選して、グナエウス・パピリウス・カルボと共に紀元前113年にの執政官を務めた。カルボはキンブリ族との戦争を担当し、カプラリウスはマケドニア属州総督として派遣された。その後もプロコンスル（前執政官）としてトラキアと戦い、勝利した。ローマに戻ったカプラリウスは、兄のマルクス（対サルディニア戦争での勝利）と共に紀元前111年7月15日に凱旋式を実施した。
紀元前102年には甥であるクィントゥス・カエキリウス・メテッルス・ヌミディクスとともに、監察官に就任した。ヌミディクスは紀元前142年の執政官ルキウス・カエキリウス・メテッルス・カルウスの息子であり、紀元前117年もしくは紀元前116年には造幣官、紀元前109年には執政官を務めている。
カプラリウスもヌミディクスも、一族の流れを継ぐ保守派のオプティマテス（門閥派）である。監察官は元老院議員を除名する権利があるため、ヌミディクスは護民官ルキウス・アップレイウス・サトゥルニヌスとガイウス・セルウィリウス・グラウキア（en）を追放しようとしたが、カプラリウスは同意しなかった。サトゥルニヌスはポプラレス（民衆派）の政治家であった。サトゥルニヌスは財務官（クァエストル）として穀物の輸入を担当したが、穀物価格を下げる提案をしたところ元老院によって解任され、このためにポプラレスに転じていた。グラウキアはパトリキ（貴族）の家系ではあったが、サトゥルニヌスと同様にポプラレスであり、両者共にガイウス・マリウスの支持を得ていた。グラウキアは紀元前101年に護民官となり、さらに紀元前100年には法務官となった。このとき二人はヌミディクスを国外追放した。グラウキアとサトゥルニヌスは共謀し、紀元前99年の執政官にはグラウキアが、護民官にはサトゥルニヌスが就任しようとした。彼らは目的のためには手段を選ばす、サトゥルニヌスは自身の支持者にグラウキアの対立候補を殺害させた。元老院はサトゥルニヌスに対して最後通牒（セナトゥス・コンスルトゥム・ウルティムム）を突きつけた。サトゥルニヌス派は鎮圧に出動したマリウス率いるローマ軍とフォルム・ロマヌムで市街戦に及んだが敗北、カピトリヌスの丘に共に立て篭もったが、水を断たれて降伏した。マリウスはサトゥルニヌスをクリア・ホスティリア内に収容したが、反サトゥルニヌス派はクリア・ホスティリアを襲撃し、石や屋根瓦を投付けられたサトゥルニヌスは支持者と共に殺害された。
これに先立ち、サトゥルニヌスはヌミディクスへの報復として、マリウスの軍の退役軍人に土地を分配する法律を承認するように迫っていた 。これを拒絶したヌミディクスはローマから亡命せざるを得なくなった。カプラリウスはヌミディクスがローマに戻れるように尽力し、紀元前99年にヌミディクスはローマに戻ることが出来た。

## 参考資料

### 古代の資料
- アッピアノス『ローマ史』
- ウァレリウス・マクシムス『有名言行録』
- ウェッレイウス・パテルクルス『ローマ世界の歴史』
- エウトロピウス『首都創建以来の略史』
- プルタルコス『王と将軍たちの名言集』
- マルクス・トゥッリウス・キケロ『弁論家について』、

### 研究書
- Broughton R. Magistrates of the Roman Republic. - New York, 1951. - Vol. I. - P. 600.
- Münzer F. Caecilius 84 // Paulys Realencyclopädie der classischen Altertumswissenschaft . - 1897. - Bd. III, 1. - Kol. 1208.
- Wiseman T. Legendary Genealogies in Late-Republican Rome // G&R. - 1974. - No. 2 . - S. 153-164 .
- Salazar, Christine F. Brill's New Pauly: Encyclopedia of the Ancient World Vol 2. Boston: Brill Leiden. 2003. 874-879.